# Orbitalreibschweißen
Orbitalreibschweißen ist ein  Reibschweißverfahren.

## Verfahren
Im Unterschied zum nah verwandten Rotationsreibschweißen müssen die Teile hier nicht rotationssymmetrisch sein. Die Energiezufuhr wird durch eine Relativbewegung der Fügeteile, mittels einer zirkularen Kreisschwingbewegung beider Teile oder eines der Teile, ähnlich Schwingschleifer eingebracht. Die Teile führen keine Drehung zueinander aus. Die Ausrichtung der Achsen bleibt somit gleich. Beim Orbitalreibschweißen, Begriff gemäß ISO 15620  auch „Single Orbitalreibschweißen“ genannt, schwingt nur eines der Bauteile; beim „Multi-Orbitalreibschweißen“  beide Bauteile. Eine orbitale Relativbewegung tritt auch auf, wenn beide Bauteile mit einem Achsversatz in dieselbe Richtung rotieren.

## Anwendungsgebiete
Das Verfahren ist eine neue Fertigungstechnologie für hochwertige Metall- und Kunststoffverbindungen und wird erst seit wenigen Jahren in Deutschland im Bereich der Automobilzulieferindustrie für Serienteile eingesetzt. Die größten Vorteile des Reibschweißens sind die vielfältigen Materialkombinationen. Das Orbitalreibschweißen löst hierbei die Beschränkung auf rotationssymmetrische Teile auf und ermöglicht nahezu beliebige Teilequerschnitte. Als mögliche Fügegeometrien sind Flachbandverbindungen, eckige Hohlprofile, Strangpressprofile, Gehäuseteile, und andere Verbindungen an nicht drehbaren Teile möglich.
Mögliche Materialkombinationen:
- Stahl mit Aluminium
- Aluminium mit Kupfer
- Messing mit Aluminium
- Aluminium mit Keramik
- Titanlegierung mit Titanlegierung
- Polyethylen mit Polyethylen

## Einschränkungen
Bei ungünstigen Bauteilegeometrien beispielsweise bei schlechter Spannbarkeit der Teile und hohem Teilegewicht sowie bei dünnwandigen Profilen, aber auch bei nicht zueinander passenden Werkstoffen wird die Verfahrensgrenze erreicht. 
Beim Reibschweißen entsteht üblicherweise eine Schweißwulst durch das beim Pressen verdrängte Material. Eine Entfernung der Schweißwulst durch Abdrehen mittels eines Drehmeißels in der Maschine ist aufgrund der orbitalen Bewegungsführung der Bauteile nicht einfach möglich. Dies sollte durch eine Matrize bei einem automatisierten Ausspannvorgang angestrebt werden.

## Maschinen
Die verwendeten Maschinen ähneln den Rotationsreibschweißmaschinen. Eine rotierende Bewegung wird über Exzenterwellen auf die sogenannte Orbitalplatte übertragen. Die Aufspannung dort fasst die zu fügenden Teile. Auf eine Einhausung, die das Durchschlagen weggesprengter Teile verhindert, wie dies bei Rotationsreibschweißmaschinen notwendig ist, kann verzichtet werden, da Beschleunigung loser Teile aufgrund der üblicherweise kleinen Amplituden von ca. 1,5 mm unkritisch ist. Lärmschutzmaßnahmen werden empfohlen. Der Aufbau ist im Vergleich zu Linearreibschweißmaschinen, welche ebenfalls keine Einschränkung auf rotationssymmetrische Teile haben, erheblich kleiner und einfacher. Dies wirkt sich erheblich auf die Anschaffungskosten aus. In den letzten Jahren wurden serienreife Maschinen entwickelt, bei denen der Maschinenaufbau und die Maschinensteuerung so optimiert ist, dass über einfache Eingaben am Steuerpult eine orbitale, multiorbitale und eine lineare Relativbewegung der Fügepartner möglich ist.